# Ogonna Chukwudi
Ogonna Chukwudi, född den 14 september 1988 i Enugu, är en nigeriansk fotbollsspelare (mittfältare) som spelar för spanska Madrid CFF och det nigerianska landslaget. Hon har tidigare representerat fyra damallsvenska klubbar: Umeå IK, Kristianstads DFF, KIF Örebro och Djurgårdens IF. 

## Karriär
I november 2018 värvades Chukwudi av Djurgårdens IF. Efter säsongen 2019 fick hon inte förlängt kontrakt och lämnade klubben. I februari 2020 gick Chukwudi till ryska CSKA Moskva. I januari 2021 värvades hon av spanska Madrid CFF.

## Landslagskarriär
I landslaget har Chukwudi varit en del av den nigerianska truppen under VM i Kina år 2007, VM i Tyskland år 2011 och VM i Frankrike år 2019.